# Войново (Корсаковский район)
Войново  — село в составе Спешнёвского сельского поселения Корсаковского района Орловской области России. 
До образования Корсаковского района входило в состав Новосильского района, а ранее Новосильского уезда Тульской губернии.

## География
Находится на западе Корсаковского района. Расположено на правом берегу реки Филинки примерно в 12 км от районного центра Корсаково.

## Название
Первоначальное известное название села было Никольское по приходскому деревянному храму Николая Чудотворца. Потом Богоявленское по храму Богоявления Господня с Николаевским приделом в память о первом. А «Воиново» получено от личного имени Воин. 

## История
Время образования населённого пункта неизвестно. Но в первой половине XVII столетия оно уже существовало. Село Богоявленское Пятницкого стана Новосильского уезда было пожаловано Фёдору Самойлову и Воину Фёдорову Меркуловым в 1680 году. Каменная церковь была построена в 1796—1805 гг. помещиками родными братьями Андреем и Фёдором Григорьевичами Меркуловыми. Приход состоял из самого села и деревень: Авдеева (Филинова Зушица) (не сущ.), Вороновки (не сущ.), Шеинки (Шейново) (не сущ.), Минина (Филина Зуша) (не сущ.), Сухотинки (Бутырки) (не сущ.), Пущиной (Гладкая) (не сущ.), Кукуевки (не сущ.), Меркуловских Дворов (выселок) (не сущ.) и Воиновских Дворов (выселок) (не жил.). С 1863 года в селе имелась земская школа, в 1915 — церковно-приходская.

## Население
| 1857 | 1859 | 1915 | 2010 |
| ---- | ---- | ---- | ---- |
| 391  | ↗438 | ↘369 | ↘36  |

## Люди, связанные с селом
- А. Н. Рязанцев — Герой России, гвардии лейтенант, командир взвода 3-й самоходной артиллерийской батареи 76-й гвардейской воздушно-десантной Черниговской Краснознаменной дивизии погиб, выполняя воинский долг во время военных действий в Чеченской Республике. Бронзовый бюст героя был установлен 2 марта 2020 года в Орле на бульваре Победы[7].